# Lawrence Hauben
Pour les articles homonymes, voir Hauben.
Lawrence Hauben est un scénariste américain, né le 3 mars 1931 à New York, mort le 22 décembre 1985  à Santa Barbara (Californie).

## Biographie
Lawrence Hauben est coscénariste du film Vol au-dessus d'un nid de coucou avec Bo Goldman.

## Filmographie

### Scénariste
- 1975 : Vol au-dessus d'un nid de coucou de Miloš Forman

### Acteur
- 1967 : Le Point de non-retour (Point Blank) de John Boorman
- 1969 : The Outsider (série télé), un épisode
- 1969 : Then Came Bronson (série télé), un épisode

## Récompenses
- Lawrence Hauben a reçu en 1976, avec Bo Goldman, l'Oscar du meilleur scénario adapté pour Vol au-dessus d'un nid de coucou.